# Капитонова, Тамара Фёдоровна
Тама́ра Фёдоровна Капито́нова (родилась 14 июня 1951 года) — педагог, учитель русского языка и литературы, заслуженный учитель России (2010).

## Биография
Окончила ЛГПИ им. А.И. Герцена по специальности «Учитель русского языка и литературы».
С 1977 года работает в государственном общеобразовательном учреждении «Средняя общеобразовательная школа № 365» Фрунзнеского административного района Санкт-Петербурга. Заместитель директора по учебной работе ГОУ СОШ № 365. Учитель высшей квалификационной категории.
Своими основными педагогическими принципами Т.Ф. Капитонова выбрала отказ от традиционных приёмов организации урока, осмысление специфики уроков русского языка и литературы, поиски возможностей внутренней интеграции различных учебных дисциплин, методических приемов и технологий для решения учебных задач.
Инновационный педагогический опыт Тамары Фёдоровны имеет широкое распространение в районе и городе: печатаются её статьи в сборнике методических разработок учителей района «Современный ученик – современный учитель – современный урок», проводятся ежегодные конференции для педагогов района, города и зарубежных коллег, которые позволяют познакомиться с её опытом. Также Тамара Фёдоровна неоднократно выступала с докладами и сообщениями по теме инновационного педагогического опыта перед учителями Фрунзенского района и города Санкт-Петербурга на совещаниях, семинарах и круглых столах.
Победитель первого конкурса «Учитель года города Ленинграда». Лауреат премии мэра Санкт-Петербурга.
В 2007 году Тамара Фёдоровна стала лучшим учителем по приоритетному национальному проекту «Образование».
13 декабря 2010 года Указом Президента России Д.А. Медведева удостоена почётного звания «Заслуженный учитель Российской Федерации».